# Rudolf Boehm
Rudolf Boehm (Berlijn, 24 december 1927 – Gent, 29 augustus 2019) was een Duits filosoof, die in 1952 in België terechtkwam. Hij behoorde tot de fenomenologische school.
Boehm studeerde wis- en natuurkunde en filosofie aan de universiteiten van Leipzig en Rostock. Hij was assistent wijsbegeerte in Rostock (1948-1949) en in Keulen (1949-1952). Van 1952 tot 1967 was Boehm medewerker van het Husserl-archief te Leuven, dat de nalatenschap van Edmund Husserl bewaart. Met Jan Aler verzorgde hij enkele delen in de Nederlandse Heidegger-bibliotheek. In 1967 werd Boehm hoogleraar algemene en moderne wijsbegeerte aan de universiteit van Gent. Sinds 1992 was hij emeritus. Hij was stichter van het filosofisch tijdschrift KRITIEK en was medewerker aan het Vlaams Marxistisch Tijdschrift.

## Niet verwarren met
- Rudolf Böhm, 1844-1926, Duits farmacoloog, universiteit Leipzig
- Rudolf Böhm, 1853-1920, Deens sociaaldemocraat
- Rudolf Böhm, 1889-?, Duits geoloog in Frankrijk